# Бальмес, Хаиме Лусиано
Хаиме-Лусиано Бальмес (исп. Jaume Llucià Balmes i Urpià; 28 августа 1810, Вик, — 9 июля 1848, там же) — испанский философ и публицист.
Родился 28 августа 1810 года в городе Вик, в Каталонии, и тут же посещал семинарию, по окончании которой продолжал богословское образование в Серверском университете, где в течение 4 лет изучал с особенным рвением сочинения Фомы Аквинского. 
В 1835 году он приобрел докторскую степень и следующие годы, живя в своем родном городе, где был преподавателем математики, посвятил научным занятиям. Литературную деятельность начал он своими «Observaciones sociales, politicas у economicas sobre los bienes del clero» (Барселона, 1840 г.), за которыми последовало вскоре «Соnsideraciones politicas sobre los bienes del clero» (Барсел., 1840 г.) и розошедшееся во многих изданиях сочинение «La religion demostrada al alcanze de los niños» (Барсел., 1841 г., затем частые издания в Мадриде). Переселившись в 1841 г. в Барселону Б. издал свой капитальный труд «El Protestantismo comparado con el Catolicismo en sus relationes con la civilizасion europea» (4 т., Барсел., 1842—44; 6 изд., Мадр., 1879 г.), в котором он употребляет все свое замечательное красноречие и изумительную эрудицию на защиту католической церкви. Книга тотчас же была переведена на английский, французский, итальянский и немецкий яз. (пер. Гана, 2 т., Регенсб., 1861—62 гг.) и доставила автору известность в католическом мире. В 1843 году он основал в Барселоне «La Sociеdad» — жypнaл политический, религиозный и литературный, где все статьи писал сам; (3 т., Барсел., 1843 г.). 
В следующем 1844 году он объездил Францию и Англию, потом поселился в Мадриде, где стал издавать политический журнал «El pensamiento de la nасion», единственная цель которого состояла в примирении карлистов и христиносов при посредстве брачного союза между Дон Карлосом и Изабеллой, и прекратившегося вскоре после того, как выяснилась невыполнимость этого проекта (в 1846 г.). 
Рядом с публицистической деятельностью он ревностно продолжал и свои научные занятия, издав «El criterio» (Мадрид, 1845 г.; нем. пер. Ниссля Регенсб., 1852 г.; франц. под загл.: «L’Art d’arriver au vrai», Париж, 1852 г.), потом написанные с большим красноречием «Cartas a un esceptico en materias de religion» (Мадр., 1845 г.) 
За этим последовали строго научные руководства: «Filosofia fundamental» (4 т., Барсел., 1846 г.; нем. пер. Лоринзера, 4 т., Регенсб., 1855—56 гг.; 2 изд., 1861 г.) и «Curso de filosofia elemental» (4 т., Мадрид, 1847 г.; нем. пер. Лоринзера, 4 т., Регенсб., 1852—53 гг.), доставившие ему место в Испанской академии паук. Последнее его сочинение: «Рio IX» восхваляет этого папу. Он умер в своем родном городе. Существует собрание его политических сочинений, изданное им самим (Мадр., 1847 г.); нем. пер. под загл.: «Vermischte Schriften» (Регенсб., 1855—56 гг.) издан Борштом, в 3 томах. Биографами Б. были Буэнавентура де Кордоба (т. I, Барсел., 1850 г.) и Гарсиа де Лос-Сантос (Барсел., 1851 г.).